# マイケル・スピンドラー
マイケル・スピンドラー（Michael Spindler、1942年12月22日 - 2016年9月5日）はドイツ生まれの実業家。1993年から1996年までApple ComputerのCEOを務めた。猪突猛進の性格から「ディーゼル」というあだ名をもつ。

## 経歴
1942年、ドイツに生まれる。当時、マイケルの父はドイツの軍事工場に勤務。1966年に、西ドイツのライニッシェ専門大学でエンジニアリングの修士号を取得した。その後、DEC社やシーメンス社などに勤務後、インテルの欧州部門のマーケティングディレクターに就任し、同時期にインテル本社で働いていたマイク・マークラと出会う。
1980年に、Appleがヨーロッパでのマネージャーを募集すると、彼はそれに応募して採用される。そこで頭角を表し、1988年に新設されたApple・ヨーロッパの社長に就任する。スピンドラーは1988年から1990年のあいだにヨーロッパでの売上を3倍、額にして120億ドルに増やした。この功績により1990年、本社COOに就任しクパチーノに移った。
1991年に、PowerPCの開発を軸とする、Apple、IBM、モトローラのAIM連合の成立を成し遂げる立役者の一人となる。
1993年にジョン・スカリーがAppleを退任すると、後任としてCEOに就任。スピンドラーの仕事は、Apple本社を高く売ることだったといわれている。
1996年1月23日の株主総会で、Apple再建策としてマック互換機ライセンスビジネスの加速と人員削減による提案を行うが、株主から辛辣な言葉を浴びせられる。総会後の取締役会でサン・マイクロシステムズのスコット・マクニーリも参加して最後の買収交渉（1988年時とはことなりAppleが吸収される立場）が行われた。マクニーリはApple1株につき23ドルを譲らず、買収交渉は失敗。スピンドラーは責任をとる形でCEOを辞任した。
2016年9月5日に病死。73歳没。